# Magic (canção de Pilot)
"Magic" é um single de 1974 da banda escocesa, Pilot. Foi mais bem sucedido no Canadá, onde liderou a parada nacional de singles em 19 de julho de 1975, e recebeu um disco de ouro.
Já foi tema dos filmes Happy Gilmore em 1996, do longa metragem Herbie - meu fusca turbinado de 2005, Magicians em 2007, Selena Gomez regravou a canção para o filme Wizards of Waverly Place: The Movie, mais recentemente a canção na sua versão original fez parte da trilha sonora da série de TV americana/canadense The Good Witch.

## Posição no Mundo
Abaixo, as posições do single nos EUA, Noruega e no Canadá em 2009.
| Tabelas musicais(2009) | Posição |
| ---------------------- | ------- |
| Canadian Hot 100       | 81      |
| U.S. Billboard Hot 100 | 61      |
| Norway Singles Top 20  | 5       |